# Libjpeg
libjpeg é uma biblioteca escrita em C que contém uma implementação do codificador e do decodificador do formato JPEG, além de outros utilitários. A biblioteca é mantida pelo Independent JPEG Group e é de código aberto, sendo amplamente utilizada por diversos programas e sistemas operacionais desde sua publicação.

## Utilitários
Os seguintes programas fazem parte do pacote libjpeg:
- cjpeg e djpeg, que faz conversões entre JPEG e outros formatos de imagem;
- rdjpgcom e wrjpgcom, para inserir e extrair comentários textuais em arquivos JFIF;
- jpegtran, para conversão sem perdas entre diferentes formatos JPEG.